# Hookeriopsis rhynchostegioides
Hookeriopsis rhynchostegioides är en bladmossart som beskrevs av Brotherus 1907. Hookeriopsis rhynchostegioides ingår i släktet Hookeriopsis och familjen Hookeriaceae. Inga underarter finns listade i Catalogue of Life.